# 홉스봄의 시대 시리즈
홉스봄의 시대 시리즈는 역사가 에릭 홉스봄(Eric Hobsbawm)이 장기 19세기(Long 19th Century)와 단기 20세기(Short 20th Century)를 다룬 4권의 시리즈다. 이 시리즈는 《혁명의 시대》, 《자본의 시대》, 《제국의 시대》, 《극단의 시대 : 단기 20세기사》의 4권으로 이루어져 있으며, 4권 모두 한국어로 번역되어 출간되었다. 산업혁명과 프랑스 혁명으로 시작하여 현실 사회주의(Really Existing Socialism) 몰락에 이르는 총 대략 140여 년의 시대를 다루고 있다.
이 시리즈는 에릭 홉스봄을 유명하게 만든 역작으로, 각 시리즈 별로 특정한 주제를 비중있게 다루지만, 전체적으로 모든 시리즈가 정치, 경제, 사회, 문화, 생활 등 다룰 수 있는 거의 모든 분야를 망라한 전사에 가깝다. 홉스봄이 이 시리즈를 쓰기 위해 동원한 사료의 양은 방대하며, 홉스봄은 나름대로 중립적 시각으로 서술하고자 노력했다. 각 장은 첫 머리에 자신이 서술하고자 하는 주제를 함축적으로 암시하는 다양한 1차 사료 원문을 소개하는 것으로 시작한다.

## 혁명의 시대
《혁명의 시대》(The Age of Revolution : Europe 1789-1848)는 영국의 산업혁명부터 1848년 2월 혁명시기까지를 다룬다. 산업혁명과 프랑스 혁명을 이중혁명의 관점에서 분석하고 있다.

## 자본의 시대
《자본의 시대》(The Age of Capital, 1848-1875)은 미국에서 1975년에 출간되었고, 한국어 번역본은 《혁명의 시대》보다 먼저 나왔다. 처음 나온 《자본의 시대》는 까치 출판사에서 나왔으며, 현재 시중에서 구할 수 있는 책은 한길사에서 1998년에 출간한 판이 있다.
전작인 《혁명의 시대》에 이어 출간된 책으로 1848년 이후 1871년까지 유럽에서 자본주의가 어떻게 확장되었고, 이로 인해 변화가 어떤 것이 있는지를 서술했다. 1848년 이후 유럽에서는 한동안 시민 혁명이 이전 시기에 비해 수그러든 편이었다. 대신에 영국에서 시작된 산업혁명이 프랑스를 거쳐 중부 유럽으로 확장되었고, 축적된 자본을 바탕으로 식민지 경영이 본격화된 시기였다.
홉스봄은 《자본의 시대》를 통해 《혁명의 시대》에서는 정치 권력 장악을 시도했던 유럽의 부르주아 세력이 어떻게 귀족 세력을 대신하며 주도적 세력으로 부상했는가를 고찰하고 있다.
- 한국어 번역본 ISBN 893565177X

## 제국의 시대
《제국의 시대》(The Age of Empire: 1875-1914)는 1987년에 미국에서 초판이 발행되었으며, 대한민국에서는 한길사가 1998년에 양장본으로 출간하였다.
이 책은 1871년 이후 1914년까지 본격화된 식민지 쟁탈전과, 자본주의 발전과 정착을 통해 확고한 지위를 굳히게 된 부르주아 자유주의가 이 시기에 이르러 어떻게 변화했으며, 변화의 영향이 어떤 것이었는지, 그리고 어떻게 파국을 맞이했는지를 고찰한다. 홉스봄의 관점에 따르면, 이 시대는 유례없는 평화 시대였으면서도 전혀 상반된 세계 전쟁을 겪은 시대였다.

## 극단의 시대
《극단의 시대 : 단기 20세기사》(Age of Extremes : the short twentieth century, 1914-1991)는 1994년에 미국에서 출판되었다. 대한민국에는 1997년에 한국어판이 까치 출판사에서 번역 출간되었다.
이 책은 1914년 이후 현대를 다루었다. 20세기를 단기라고 하는 것은 100년이 채 되지 않기 때문이다. 홉스봄은 《극단의 시대 : 단기 20세기사》의 머릿말에서 상당히 조심스런 자세를 보인다. 그것은 홉스봄 자신이 동시대인이기 때문이다(에릭 홉스봄은 1917년생이다).
홉스봄은 단기 20세기를 파국의 시대와 황금의 시대로 구분한다. 파국의 시대는 제2차 세계 대전까지이며, 이후 시기는 황금의 시대로 구분했다. 그리고 마지막으로 사회주의의 종식을 언급한 다음, 다른 시리즈들처럼 과학과 예술, 생활사에 대한 서술로 끝을 마무리한다.
- 한국어 번역본 ISBN 8972911704

## 같이 보기
- 에릭 홉스봄
- 장기 19세기
- 단기 20세기